# 2002 GY31
2002 GY31 est un objet transneptunien de la famille des cubewanos. 

## Caractéristiques
2002 GY31 mesure environ 221 km de diamètre.